# Museo statale di Auschwitz-Birkenau
Il Museo statale di Auschwitz-Birkenau (in polacco Państwowe Muzeum Auschwitz-Birkenau) è un museo ubicato sul sito del campo di concentramento di Auschwitz a Oświęcim (tedesco: Auschwitz), in Polonia.
Comprende il principale campo di concentramento di Auschwitz I e i resti del campo di concentramento e di sterminio di Auschwitz II-Birkenau. Entrambi furono allestiti e gestiti dalla Germania nazista durante l'occupazione della Polonia nel 1939-1945. Il governo polacco ha conservato il sito come centro di ricerca e preservazione della memoria di 1,1 milioni di persone, tra cui 960 000 ebrei, che vi morirono durante la seconda guerra mondiale e l'Olocausto. È sito del patrimonio mondiale dal 1979. Dal 1955 al 1990 è stato diretto da uno dei fondatori ed ex detenuti, Kazimierz Smoleń. Il direttore attuale è Piotr Cywiński.

## Panoramica
Il museo venne creato nell'aprile 1946 da Tadeusz Wąsowicz e altri ex prigionieri di Auschwitz, sotto la direzione del Ministero della Cultura e dell'Arte della Polonia. Fu formalmente fondato il 2 luglio 1947 da un atto del parlamento polacco. Il sito comprende 20 ettari ad Auschwitz I e 171 ad Auschwitz II, che si trova a circa tre chilometri dal campo principale. 
Dal momento della sua fondazione il museo ha accolto oltre 25 milioni di visitatori. Nel 2019 l'hanno visitato 2 320 000 persone provenienti da vari paesi del mondo: Polonia (almeno 396 000), Regno Unito (200 000), Stati Uniti (120 000), Italia (104 000), Germania (73 000), Spagna (70 000), Francia (67 000), Israele (59 000), Irlanda (42 000) e Svezia (40 000).

## Storia

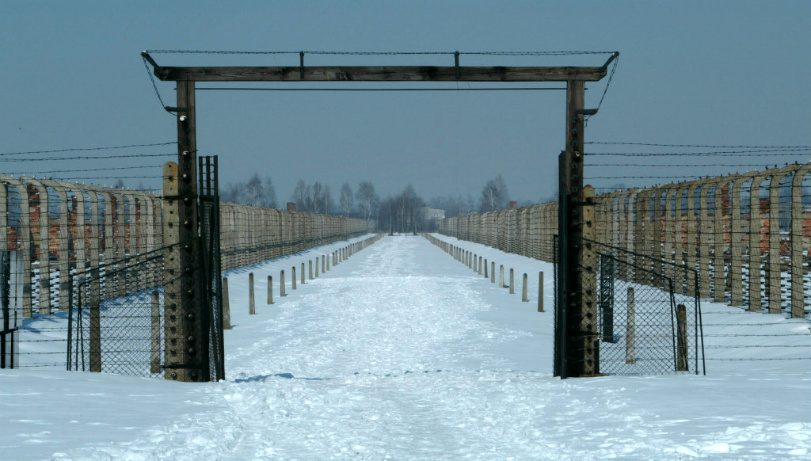
Porta d'ingresso ad Auschwitz II-Birkenau

La prima esposizione nelle baracche fu inaugurata nel 1947. Nella Polonia stalinista, nel settimo anniversario della prima deportazione di prigionieri polacchi ad Auschwitz, l'esposizione fu modificata con l'assistenza di ex detenuti. Durante la guerra fredda fu influenzata dall'Unione Sovietica, e accanto alle immagini dei ghetti ebraici vennero inserite foto di baraccopoli negli Stati Uniti. Dopo la morte Stalin, nel 1955, fu messo in programma il rinnovamento dell'esposizione. Nel 1959 ogni nazione che ebbe vittime ad Auschwitz ricevette il diritto di presentare la propria mostra. Tuttavia, furono escluse le vittime come omosessuali, Testimoni di Geova, sinti e rom e jenisch. Allo stato di Israele fu anche rifiutato il sussidio per la sua esposizione poiché gli ebrei assassinati ad Auschwitz non erano cittadini israeliani. Nell'aprile 1968 fu aperta la mostra ebraica, progettata da Andrzej Szczypiorski. Nel 1979 fece scalpore quando Papa Giovanni Paolo II tenne una messa a Birkenau e definì il campo "Golgota dei nostri tempi".
Per mantenere le condizioni storiche del campo, nel 1962 fu istituita una zona di rispetto attorno al museo di Birkenau e nel 1977 una intorno a quello di Auschwitz, riconfermate dal parlamento polacco nel 1999. Nel 1967 fu inaugurato il primo grande monumento commemorativo e negli anni 1990 furono istituite le prime bacheche informative.

### Mostre nazionali

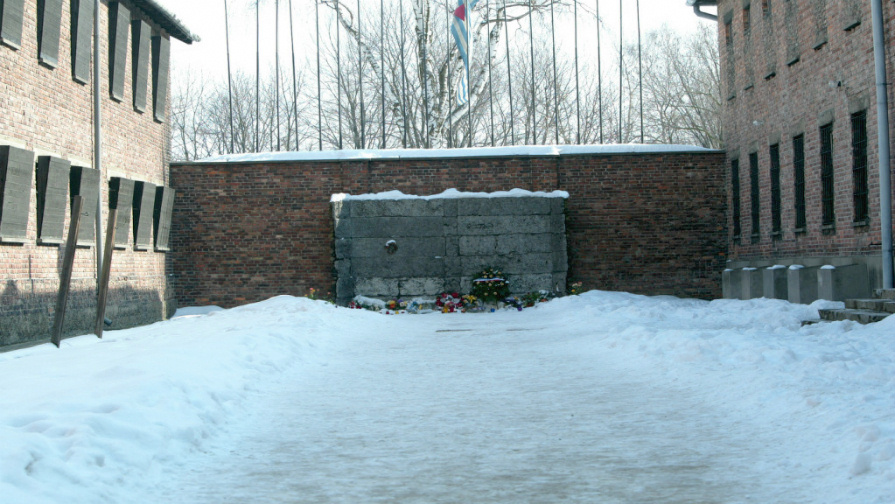
Il muro della morte di Auschwitz, dove furono giustiziati i detenuti, si trovava vicino al blocco 11 di Auschwitz I

Dal 1960 ad Auschwitz I vengono allestite le cosiddette "mostre nazionali". La maggior parte di esse si rinnova di volta in volta, ad esempio, quelle del Belgio, Francia, Ungheria, Paesi Bassi, Slovacchia, Repubblica Ceca ed ex Unione Sovietica. La mostra tedesca, realizzata dall'ex RDT, non è mai stata rinnovata.
La prima mostra nazionale dell'Unione Sovietica fu aperta nel 1961 e rinnovata nel 1977 e nel 1985. Nel 2003 il comitato organizzatore russo chiese di presentare una mostra completamente nuova. La parte sovietica del museo fu chiusa, ma la riapertura fu tardò poiché c'erano differenze di vedute sulla situazione territoriale dell'Unione Sovietica tra il 1939 e il 1941. La questione dei territori annessi dall'URSS durante la guerra, vale a dire i paesi baltici, la Polonia orientale e la Moldavia non poté essere risolta.
Nel 1978 l'Austria aprì la sua mostra, presentandosi come vittima del nazionalsocialismo. Questa visione unilaterale motivò lo scienziato e politico austriaco Andreas Maislinger a lavorare nel museo nell'ambito dell'Action Reconciliation Service for Peace (ARSP) nel 1980/81. Successivamente fondò il Memoriale dell'Olocausto austriaco. Il presidente federale austriaco Rudolf Kirchschläger disse a Maislinger che da giovane austriaco non aveva bisogno di espiare nulla ad Auschwitz. A causa di questo atteggiamento di disapprovazione nei confronti della rappresentanza austriaca ufficiale, il Servizio commemorativo dell'Olocausto austriaco non poté essere avviato prima del settembre 1992.

### Le riprese
Il museo ha permesso di girare sul sito le scene di quattro film: Pasażerka (1963) del regista polacco Andrzej Munk, Landscape After the Battle (1970) del regista polacco Andrzej Wajda, la miniserie televisiva Ricordi di guerra e La verità negata. A Steven Spielberg non fu consentita la costruzione di set cinematografici nell'area del museo per le riprese di scene del film Schindler's List (1993). All'ingresso del famigerato arco fu costruita una "replica" del campo per la scena in cui il treno arrivava portando le donne salvate da Oskar Schindler.

### Controversie religiose
Nel 1979 il neoeletto Papa Giovanni Paolo II, polacco, celebrò la messa nell'area di Auschwitz II dinanzi a circa 500.000 persone e annunciò che Edith Stein sarebbe stata beatificata. Alcuni cattolici eressero una croce vicino al bunker 2 di Auschwitz II, dove la donna era stata gasata. Poco dopo sul sito apparve anche una stella di David, portando a una proliferazione di simboli religiosi, che alla fine furono rimossi.
Le suore carmelitane aprirono un convento vicino ad Auschwitz I nel 1984. Dopo che alcuni gruppi ebraici chiesero la rimozione del convento, i rappresentanti della Chiesa cattolica si dissero d'accordo nel 1987. Un anno dopo le Carmelitane eressero una croce alta 8 metri nelle vicinanze del luogo in cui si era officiata la messa nel 1979 vicino al loro sito, appena fuori dal blocco 11, che si intravedeva dall'interno del campo. Ciò portò a proteste da parte di gruppi di ebrei, i quali affermarono che la maggior parte degli uccisi ad Auschwitz erano ebrei e chiesero di tenere lontani dal sito i simboli religiosi. La Chiesa cattolica invitò le Carmelitane a trasferirsi nel 1989, ma rimasero fino al 1993, e la croce restò comunque. Nel 1998, dopo ulteriori inviti a rimuoverla, gli attivisti locali eressero circa 300 croci piccole vicino a quella grande, provocando ulteriori proteste e scambi accesi. A seguito di un accordo tra la Chiesa cattolica e il governo polacco, le croci più piccole furono rimosse nel 1999, ma ne rimase una grande papale.

### Anniversari del giorno della liberazione
Nel 1995 d Auschwitz I si tenne la cerimonia per il cinquantesimo anniversario della liberazione. Vi parteciparono circa un migliaio di ex detenuti. Nel 1996 la Germania dichiarò il 27 gennaio giorno della liberazione di Auschwitz, il giorno ufficiale per la commemorazione delle vittime del nazionalsocialismo. I paesi che hanno adottato giornate commemorative simili sono Danimarca (Giorno di Auschwitz), Italia (Giorno della memoria) e Polonia (Giorno della memoria per le vittime del nazismo). Nel 2015 è stata celebrata una commemorazione in occasione del 70º anniversario della liberazione.

## Visita del museo
La maggior parte delle esposizioni si trova nell'area dell'ex campo di Auschwitz I. Le visite guidate durano circa tre ore, ma dal 2019 è possibile accedere anche senza guide dalle 16:00 alle 18:00. Questa parte si trova a 2 km a sud della stazione ferroviaria di Oświęcim. Da lì i bus navetta vanno ad Auschwitz II, originariamente chiamato KL Auschwitz-Birkenau, situato a circa 2 km a nord-ovest di Auschwitz I. Dal 2019 i treni da Vienna per Cracovia e da Praga per Cracovia fermano a Oświęcim, dove fanno capolinea i treni locali provenienti da Katowice e Cracovia (frequenza 1-2 ore, tempo di percorrenza da Cracovia circa un'ora e mezzo).

## Cambio di nome da parte dell'UNESCO
Il ministero degli Esteri polacco si oppose all'uso dell'espressione "campo di sterminio polacco" in relazione ad Auschwitz, perché poteva indurre a pensare che l'Olocausto fosse stato perpetrato dalla Polonia e non dalla Germania. Nel giugno 2007 il Comitato del Patrimonio Mondiale delle Nazioni Unite ha cambiato il nome da "Campo di concentramento di Auschwitz" in "Auschwitz Birkenau", con il sottotitolo "Campo di concentramento e sterminio nazista tedesco (1940-1945)".

## Eventi recenti

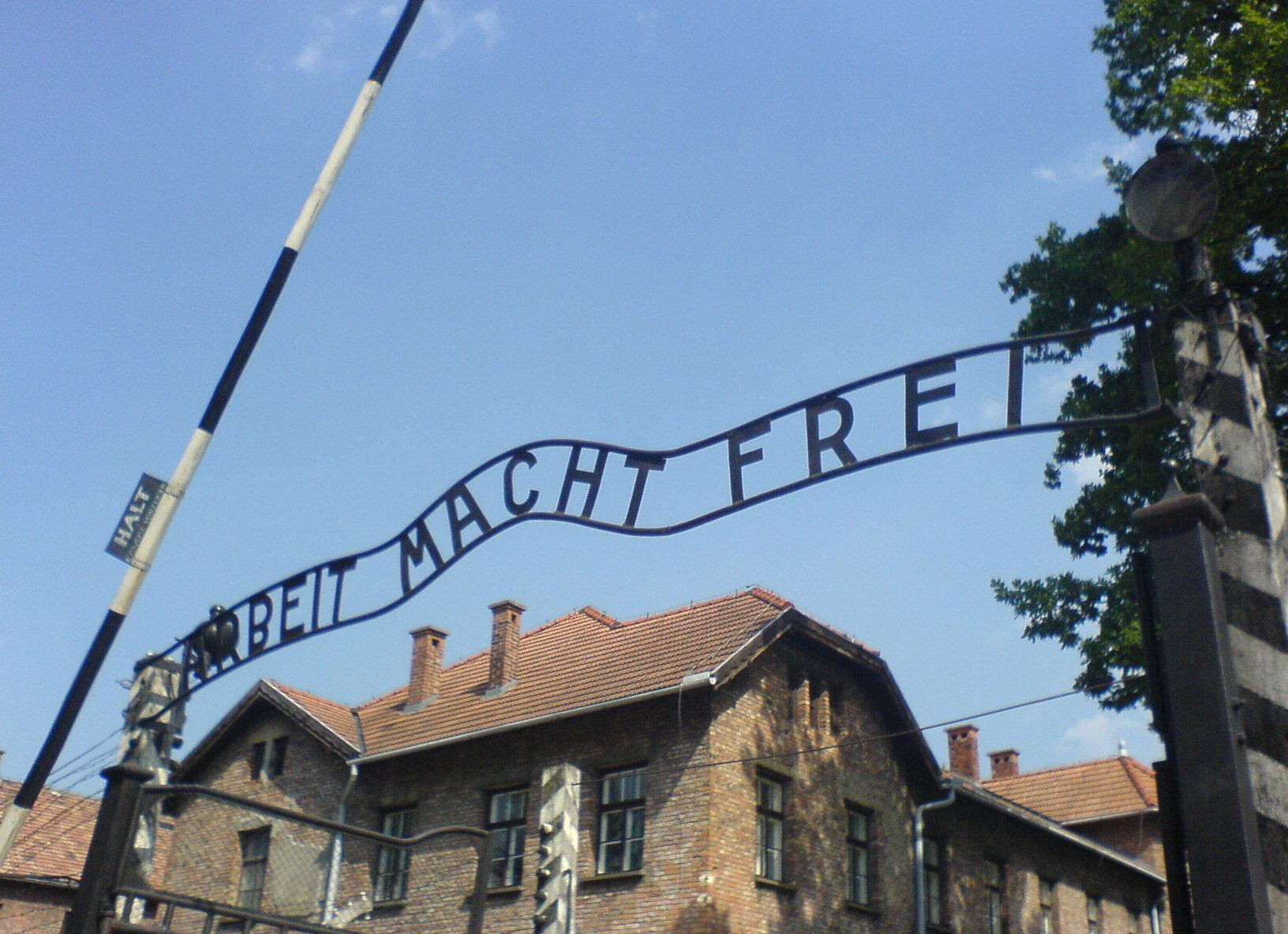
Arbeit macht frei ad Auschwitz I

La mattina presto del 18 dicembre 2009 la scritta Arbeit macht frei ("Il lavoro rende liberi") venne rubata dal cancello di Auschwitz. La polizia ritrovò l'insegna nascosta in una foresta fuori Danzica due giorni dopo. Il furto era stato organizzato da un ex neonazista svedese, Anders Högström, che secondo quanto riferito sperava di utilizzare i proventi della vendita dell'insegna a un collezionista di cimeli nazisti per finanziare una serie di attacchi terroristici volti a influenzare gli elettori nelle imminenti elezioni parlamentari svedesi. Högström fu condannato in Polonia a due anni di reclusione, otto mesi dei quali da scontare in una prigione svedese. Cinque suoi fiancheggiatori polacchi finirono in carcere in Polonia.
Högström e i suoi complici danneggiarono gravemente l'insegna durante il furto, tagliandola in tre pezzi. Dei restauratori riportarono l'insegna alle sue condizioni originali; attualmente è in deposito, in attesa di essere poi esposta nel museo. Nella posizione originaria è stata inserita una replica.

### Negata la visita iraniana
Nel febbraio 2006 la Polonia rifiutò di concedere visti a un gruppo di ricercatori iraniani che intendevano visitare Auschwitz. Il ministro degli Esteri polacco Stefan Meller disse che il suo Paese non poteva permettere all'Iran di indagare sulla portata dell'Olocausto, che il presidente iraniano Mahmoud Ahmadinejad aveva sminuito. Di recente l'Iran ha cercato di abbandonare la retorica passata di Ahmadinejad, ma il presidente Rouhani non ha mai confutato l'idea del suo predecessore secondo cui la gravità dell'Olocausto è esagerata. La negazione dell'Olocausto è punibile in Polonia con una pena detentiva fino a tre anni.

### Acquisti d'arte
L'ebrea cecoslovacca Dina Babbitt, imprigionata ad Auschwitz-Birkenau nel 1943-1945, dipinse una dozzina di ritratti di detenuti rom per il criminale di guerra Dr. Josef Mengele durante i suoi esperimenti medici. Sette dei 12 studi originali furono scoperti dopo l'Olocausto e nel 1963 acquistati dal Museo statale di Auschwitz-Birkenau da un sopravvissuto di Auschwitz. Il Museo chiese alla Babbitt di tornare in Polonia nel 1973 per identificare le sue opere. Ella tornò, ma chiese che il Museo le permettesse di portare a casa i suoi quadri. I funzionari del Museo, guidati dal rabbino Andrew Baker, dichiararono che i ritratti appartenevano alle SS e a Mengele, morto in Brasile nel 1979. Vi fu un'iniziativa per far sì che il Museo restituisse i ritratti nel 1999, guidata dal governo degli Stati Uniti rappresentato da Rafael Medoff e da 450 artisti di fumetti americani. Il Museo respinse queste richieste come illegittime.